# Dr. Hackenbush
Dr. Hackenbush – polska grupa muzyczna wykonująca rock, powstała pod koniec lat siedemdziesiątych. Zespół jest związany z innym projektem Andrzeja Rdułtowskiego pod podobną nazwą, Dr. Huckenbush.
Nazwa zespołu pochodzi od nazwiska bohatera filmu braci Marx Dzień na wyścigach.

## Skład zespołu
- Andrzej Zmora Rdułtowski – śpiew, gitara elektryczna, gitara akustyczna, instrumenty perkusyjne, instrumenty klawiszowe
- Jacek Jankowski – gitara basowa
- Aleksander Szmidt – perkusja

W latach osiemdziesiątych trzon zespołu stanowili:
- Andrzej Zmora Rdułtowski – śpiew, gitara elektryczna, gitara akustyczna, instrumenty perkusyjne, instrumenty klawiszowe
- Jacek Jankowski – gitara basowa
- Mirosław Wojciechowski – gitara elektryczna, harmonijka
- Jacek Loze Niestryjewski – gitara elektryczna (dołączył w latach późniejszych)
- Krzysztof Huzy Huzarski – instrumenty perkusyjne

Przez zespół przewinęło się wielu trójmiejskich muzyków, między innymi: basista Waldemar Wally Księżarczyk znany jako William Kox z zespołu Dr. Huckenbush, gitarzyści Wojciech Kolczyk Krzyśków, Grzegorz Długi Pawlenko związani później z grupą Babsztyl, Piotr Szerszeń związany z trójmiejską formacją LSD - Lepszy Spokojny Dzień, Jacek Loze Niestryjewski grał z Tomkiem Lipińskim w nowym składzie Tiltu oraz w Kobranocce, Mirosław Wojciechowski grał z zespołami Angelika, Korba i Red Hot Blues, perkusiści Aleksander Szmidt i Krzysztof Baka z Teatru Muzycznego w Gdyni oraz Maciej Próchnicki związany z gdańskim zespołem LSD - Lepszy Spokojny Dzień (/ Golden Life).

## Historia
Przez kilka pierwszych lat działalność grupy ograniczała się głównie do występów w lokalnych klubach. Karierę rozpoczęła w 1980, kiedy to w przeglądzie Zespołów Rockowych Wybrzeża, jaki odbył się w Klubie Gedanus, zdobyli I miejsce. W 1981 nagrali pierwsze utwory w Studiu Nagrań Polskiego Radia – Mój pociąg ostatni i Długie szare dni. Grali koncerty w warszawskich  klubach Stodoła, Hybrydy i Park. W 1982 przebojem stała się piosenka Mój Pociąg Ostatni, zajmując trzecie miejsce w Radiowej Liście Przebojów Jedynki podczas notowań 24. i 25. i utrzymując się 9 tygodni na liście. Grali koncerty razem ze szwedzką grupą Hurrah. Wystąpili w gdańskim klubie Żak podczas Spotkań Jesiennych. W 1983 odbyli wspólną trasę koncertową z zespołem Kombi. Pojawili się w muzycznym filmie telewizyjnym Boso do marzeń. Wzięli udział w Rzeszowskich Spotkaniach Estradowych Rzeszów 83. W 1984 zespół odbył kolejną trasę koncertową po Niemczech z grupami Lombard, Kombi i TSA. W 1984 zespół zawiesił działalność. W 2009 roku Andrzej Rdułtowski wspólnie z byłymi muzykami Dr. Hackenbusha, Jackiem Jankowskim i Aleksandrem Szmidtem, wznowił działalność koncertową pod szyldem Dr. Hackenbush, wykonując zarówno utwory zespołu, jak i coverowo-wulgarny repertuar projektu Dr. Huckenbush. Pierwszy koncert po reaktywacji odbył się 29 marca 2009 roku w gdyńskim klubie „Ucho” i został zarejestrowany z myślą o wydaniu płyty DVD.

## Dyskografia
- Dr. Hackenbush (Mózg Generała Records)
- Greatest Hits (Futurex 2001)[3]
- Minione Dni (Soliton 2006)
- Dr. Hackenbush Live (Edycja klubowa fonobar 2009)
- Córka Generała (Soliton 2010)
- Wniebowzięci (Soliton 2019)

## Single
- Oooo! (Soliton 2010)
- ... bless Ameryka (Soliton 2010)
- Meandry (Soliton 2011)

## Videografia
- Dr. Hackenbush Live 2009 DVD (Edycja klubowa) Koncert zarejestrowany w Gdyńskim klubie Ucho